# Јеврејска заједница у Нишу
Јеврејска заједница у Нишу мања је етнички и религиозно организована група, која се први пут појавила, на простору Балкана, данашње Србије, и античког Наиса у време Римског царства.
Јеврејске заједница у античком Наису а потом и Нишу била је малобројна све до касног 15. века, када су Јевреји, који су бежали од шпанске и португалске инквизиције, нашли уточиште на територијама Османског царства, укључујући и Нишки пашалук..
Први писани подаци о Јеврејској заједници у Нишу, датирају из првог пописа у време Османлија обављеном у 1651. године. Од те године Јеврејска заједница у Нишу била је просперитетна, па је 1879. имала 906 Јевреја (око 7% становника Ниша).
По ослобођењу Ниша од Османлија настаје осипање броја Јевреја у Нишу, тако да их је 1927. било 430 (са 90 чланова Јеврејске вероисповесне заједнице у Нишу), а непосредно пред Други светски рат, према попису из 1940. године, у Нишу је живело 360 Јевреја.
Током холокауста у Другом светском рату Јеврејска заједница у Нишу била је готово сасвим уништена, јер се вратило у своје домове само 7 лица.

## Општа разматрања
На простору данашње српске државе Јевреји живе од античких времена. Они су се углавном насељавали са освајачким походима Рима, као и на другим местима до којих је допирала власт Римске царевине. Када су се на Балканском полуострву делом зауставили, они су потом вековима пролазили кроз сва искушења опстанка већинских народа, на Балканском полуострву.
О дугом присуству Јевреја на простору данашње Србије сведоче бројни историјски докази: археолошко налазиште у Челареву (8. и 9. век), повеље српских средњовековних владара, турски фермани итд. Осетније присуство Јевреја бележи се од 16. века, после прогона Јевреја из Шпаније и доласка на Балкан.
Од 19. века, Јевреји се у Србији под Османским царством помињу као помагачи српских устаника, као учесници у јавном, привредном и културном животу обновљене, модерне српске државе Обреновића а потом и Карађорђевића. Заједно са другима учествовали су у Балканским ратовима. У Првом светском рату преживели су сва страдања становништва у Србији и као војници у редовима српске војске прешли су пут од албанске голготе до победе и повратка у Србију. Јевреји су увек били активни у многим областима јавног живота између два рата, а за време Другог светског рата били су борци Народноослободилачке војске, а после ослобођења све до данашњих дана непрестано су присутни у јавном и културном животу на простору Србије.
Основна начела јеврејског живота
Једна од основа јеврејског начина живота садржана јеу увек истицаној реченици да је „закон државе и мој закон“. Захваљујући овом ставу Јевреји су, ма колико се по начину живота и верским назорима разликују од других народа и ма колико их околности присиљавале на честа лутања и изгнанства, током свих векова свога постојања увек осећали као становници оне земље у којој су се родили или у коју су сеобама дошли. То објашњава и чињеницу да су Јевреји, иакао незнатни по броју у односу на друге народе, у мањој или већој мери учествовали у готово свим сферама живота у Србији.
Иако често сумњичени, проглашавани за противдржавне елементе и излагани прогонима до геноцида, Јевреји на нестабилном европском тлу никада нису радили против држава у којима су живели, највећим делом због њихове верске и идеолошке искључивости.

## Писани трагови о Јеврејима у Нишу
У средњем веку, када су католичке државе Португалија и Шпанија Јеврејима оставиле само две могућности: да пређу у католичку веру, или да напусте земљу, многи Јевреји су изабрали ову другу. И за разлику од готово свих европских држава, на простору средњовековне Србија према Јеврејима нису примењиване никакве мере дискриминације нити им се по националној и верској основи ограничавала било каква слобода. У овој групи Јевреја било је доста оних који су се настанили у Нишу и у њему основали Јеврејску заједницу.
У вишевековној историји Ниша Јевреји се први пут помињу у писаним документима из 16. века. Према првом попису након ослобођења Ниша од Турака 1878. године град Ниш имао је 12.801 становника од чега је било 906 Јевреја (око 7% становништва града).
Постоје записи који сведоче да је у Нишу у 16. веку постојала јеврејска општина (Црквено-школска јеврејска општина Ниш). Јеврејска општина у Нишу представљала је јако упориште које је штитило права Јевреја у области социјалне заштите и бринула о потребама својих чланова (о чему сведочи велики број докумената (квита-признанице, рачуни), који су издавани на име новчане помоћи сиромашним појединцима, породицама и деци.
Нишки Јевреји су се трудили да у Црквено-школска јеврејска општина Ниш, сачувају свој етнос, као и да васпитавају младе нараштаје у традиционалном духу, поштујући своје празнике, суботу, обрезивање, венчање, спроводе. Посебно су поштовани Пасха (Ускрс), Шивот (Духови), Рош-ашана (Нова година) и Јом кипур (Судњи дан), као највећи јеврејски празници. У време верских празника ђаци Мојсијеве вероисповести нису ишли у школу, а Јевреји који су служили војни рок пуштани су кућама. Јевреји су славили суботу и били побожни те им је прва брига била Храм и вршење обреда. Много су времена проводили у Јешивама-јеврејским школама, читајући побожне књиге и синагогама слушајући проповеди Рабина.
За исказано поштовање према њиховим обичајима и празницима, од стране српских цивилних и војних власти, за узврат, Јевреји су у својим удружењима редовно славили рођендане краља и престолонаследника, па чак и присуствовали литургији у цркви приликом највећих хришћанских празника (види слику позивнице).
Иако су у својим црквама и школама и међусобној комуникацији Јевреји користили јеврејски језик и јеврејско писмо, Јевреји у Нишу (Србији) себе су називали „српским Јеврејима”, па чак и „Србима Мојсијеве вере”, што се види у многим амблемима њихове заједнице, и у писаном општењу на српском језику у коме су користили искључиво ћирилицу, наравно, у складу са променама које је то писмо доживљавало и код самих Срба. У 19. веку Јевреји су у Београду у државној штампарији штампали и своје књиге на јеврејском језику јеврејским писмом.
Прва нишка синагога или „Молитвени дом“ Јевреја постојао је још 1695, и према првим писаним подацима у нишком историјском архиву њен настанак се поклапа са оснивањем прве јеврејске заједнице или Црквено-школске јеврејске општина у Нишу.
За време службовања Рабина Рахамим Нафтали Гедаља у новооснованој јеврејској махали „Чивутани” у Нишу, 1801. сазидана је прва синагога. У великом пожару који је избио 15. августа 1879. у јеврејској махали, она је у целости изгорела.
Крајем 19. века у Нишу су постојале две синагоге; велика синагога Ел Кал Гранде и мала синагога Ел Кал Чико, у некадашњој Давидовој улици. Такође у то време у Нишу је било 11 свитака Сефер Торе, 9 свитака Торе у великом и 2 калема у малом храму. Почетком 20. века једна је Тора због оштећења објекта проглашена за неупотребљиву.

### Јеврејска махала у Нишу
У доба Османлија, између два, у то време дрвена моста, на Нишави, на њеној левој обали, простирала се јеврејска махала. Османлијске власти, које су дале дозволу за њено оснивање, назвали су је „Чивутана”. По зоналној организацији Ниша Јеврејска махала била једна од тридесет, колико их је по Призренској салнами 1873/74. године, било у граду. Јеврејска махала се и по данашњим мерилима налазила у најстрожем центру града Ниша.
Махала је имала Јешиву-јеврејску школу, синагогу, Рабиново кућу, зграду јеврејског дома, мноштво приземних кућа и обредно купатило (које Срби тада нису имали).
Обредно купатило
Приликом насељавања јеврејске заједнице у нишкој махали обредно купатило (микве), било је један од првих објеката који је изграђен. Јер у јудаизму нема религиозног живота без обредног купатила. Микве је имало приоритет над изградњом нишке Синагоге, јер по јеврејским прописима, заједница која нема сопствено обредно купатило (микве) нема ни статус заједнице. Обредно купатило није било намењен одржавању хигијене већ обредној чистоћи, ритуалном прочишћењу – промени духовног статуса, укључујући и „поништавање” и ново рађање.
Духовни и културни живот
За време службовања Рабина Рахамим Нафтали Гедаља, јеврејска махала „Чивутана” доживела је пун развој и благостање. О томе говори овај запис из документације нишког архива:
| „ | Године 1765. на положај нишког Рабина дошао је Рахамим Нафтали Гедаља, мудар и енергичан човек, који је много допринео развоју верског духовног и културног живота мале јеврејске заједнице у Нишу. Сматра се да је имао своју Јешиву где је васпитавао генерације побожних Јевреја. Службовао је 16 година, а сматра се да се његов гроб налази на данашњем јеврејском гробљу у Нишу. | ” |

Јеврејска основна школа
Јеврејска основна школа у Нишу основана је још у време Османлија. Школска зграда је била двоспратна, и налазила се уз саму леву обалу Нишаве, где се, све до Другог светског рата, налазило јеврејско насеље. Поред ње била је дугачка заједничка општинска кућа - малта у којој је становало тридесетак сиромашних породица Јевреја. Настава која се изводила у овој школи била је јако примитивна:
| „ | Учитељ, обично начитанији човек, исписивао је дрвеном оловком и мастилом слово на руци сваког студената. Слово није брисано док га ученик не научи. Сутрадан се давала ученику књига да пронађе то слово и, ако он у томе успе, онда му се исписивало друго...После овакве методе учења слова, прелазило се на учење текстова из Молитвеника. Тек након тога, ученици су могли да пређу у старији разред. | ” |

После ослобођења Ниша од Османлија школа је од 1878. до 1896. године радила у „трошној” двоспратној згради, јеврејске црквено-школске општине. Она је била једна од неколико приватних школа у Нишу, под државним надзором, и била је дужна да обезбеди и реализацију програма из српског језика.
Школа је 1885. имала 117 јеврејских ученика. Наставу на свом језику изводили су недовољно школовани јеврејски учитељи. Српски језик предавао је српски учитељ. Основни програмски садржаји у настави били су религијски. Без већег разумевања учила се „теофила” састављена из јутарњих и вечерњих молитви, затим псалтир, библија и Талмуд и нешто једноставне математике (рачун). Школа је укинута 12. јануара 1896. године.
Јеврејско гробље
Јевреји у Нишу имали су и своје гробље, у западном делу града у улици Милана Милутиновића (између Нишаве и железничке пруге ка Врању), на коме су сахрањивања вршена у складу са јеврејским верским обичајима, у другој половини 19. и првим деценијама 20. века, тј. до ослобођење од окупатора 1944. године, када је Ниш остао без својих суграђана, Јевреја.
| „ | Како није више имао ко да посећује синагогу, ни Јеврејски дом, ни Давидову улицу, па ни Јеврејску малу, тако није имао ко да се сахрањује на Јеврејском гробљу; Јеврејско гробље у Нишу, је у тишини престало да се одржава, па је напуштено, па запуштено, па прекривено земљом, отпадом, коровом и шипражјем, и на крају је пало у заборав. Становници Циган-мале су на том простору дизали своје куће. Данас ни један становник тог краја и не зна да је ту некада постојало Јеврејско гробље. | ” |

Становништво
У годинама до почетка 20. века у Нишу је живело; 1878. године 906, 1884. године 1.001, а 1890. године 832 становника Мојсијеве вероисповести.

## Јеврејска заједница у Нишу између два светска рата
Са завршетком Првог светског рата, а нарочито од 1918-1922. године, настаје сеоба Јевреја пресељењем у веће градове, и број нишких Јевреја значајно опада, да би уочи Другог светског рата у Нишу било 356 Јевреја, распоређених у 17 породица.
По завршетку Првог светског рата, јеврејска заједница у Нишу одлучила је да сазида нову, (садашњу синагогу) у Нишу, јер је стара била склона паду. У међувремену су стари храм мало преправили и он је још дуго служио својој функцији.
Градњу нове синагоге нишки Јевреји започели су априла 1924. Камен темељац положен је, по писању нишког Привредног листа од 21. маја 1924, на инсистирање Јеврејске општине, 18. маја 1924. Радове је продужила експлозија заостале немачке бомбе из Првог светског рата и коначно у пролеће 1925. зграда је завршена. Тада је порушена стара синагога. Синагога је зидана, од новчаних средстава Јевреја који су у Нишу живели, на плацу Јеврејске вероисповедне општине у Давидовој улици бр. 2. Синагога је била пространа, са отвореном галеријом за жене.
Поуздано се зна (из бележака неколицине старих нишких градитеља и архитеката) „да су Синагогу пројектовале београдске архитекте Милан Капетановић (1859-1934) и Виктор Азриел (око 1870-1936), који су били идејни творци и београдске синагоге 1908. године. Међутим Пеша Гедаља, стари Нишлија, тврдио је да је зграда дело архитекте Јаше Албабе“.
До почетка Другог светског рата, Јевреји су нормално живели, бавили се трговином, медицином, фармацијом, ветерином, просветом, културом, а синагога је служила својој функцији.
Међу нишким Јеврејима у овом периоду посебно се истакао сликар Моша Шоамовић који је свесрдно помагао јеврејску црквеношколску општину, и био један међу првима који су се укључили у организацију заштите културних добара са подручја Ниша и околине. Као учесник Прве годишње скупштине Музејског друштва у Нишу, би је међу првим дародавцима и својим ликовним делима, помогао оснивање прве завичајне галерије Народног музеја у Нишу.
Стварањем Краљевине СХС после Првог светског рата Срби су ступили у заједничку државу са народима друге вере и другојачијег писма. Срби су у ту државу ушли са својим ћириличним писмом, а Хрвати и Словенци са својом латиницом. Јевреји у Нишу (Србији) и даље су у српском језику користили искључиво ћирилицу.
Непосредно пред почетак Другог светског рата Министарски савет Краљевине Србије донео је 5. октобра 1940. Уредбу о упису лица јеврејског порекла у средње, више и високе школе (тзв „Numerus clausus“); којом је ограничио број јеврејске деце која се могу уписати у ове школе, школске 1940/41. године, „на ону сразмеру у којој се налази број држављана јеврејског порекла према броју осталих грађана“.
| „ | Потписници овог акта од 5. октобра 1940. године, заведеног под редним бројем М.с.бр. 1323 су министри Владе Краљевине Југославије на челу са Драгишом Цветковићем, Влатком Мачеком, др Антоном Корошецом и другим министрима. Било је очигледно да је Министарски савет донео ову одлуку под притиском Трећег рајха тако да је овакав потез наилазио на подршку прозападно оријентисане југословенске интелигенције. | ” |

Против ове срамне одлуке Југословенске владе устао је велики број грађана Ниша и нишких дневних листова; „Нишки нови лист” (7. октобар 1940), и „Преглед” 22. новембра 1940), који је у објављеном тексту Живот Јевреја у слици и речи између осталог навео:
| „ | Срби, налазимо се пред праскозорјем дана, када ће опет требати лити крв за ову земљу! Покажите својим понашањем да ће Јевреји и сутра имати разлога да се жртвују за ову земљу као некада! | ” |

## Холокауст нишких Јевреја у Другом светском рату
Терор и насиље над Јеврејима почели су у Нишу одмах након формирања Фелдкомандатуре 809. Прва противјеврејска уредба изашла је 31. маја 1941. године, и предвиђала је да се у року од две недеље од дана њеног објављивања сви Јевреји региструју и обележе траком на рукаву са натписом „Јуде“. Такође је предвиђала регистрацију и конфискацију покретне и непокретне јеврејске имовине са забраном власницима да њом располажу, ограничење кретања, забрану обављања јавних функција као и забрану коришћења трамвајске линије Ниш-Нишка бања.
Након формирања војних и цивилних власти у Нишу, за Јевреје од 14 до 60 година и Јеврејке од 14 до 40 година заведен је принудни рад. Јевреји су радили у магацинима, стовариштима, на утовару и истовару на железничкој станици, на градњи пута Ниш—Медошевац, Поповац—Ново Село итд.
Одабрана група је добила беле траке са натписима немачке радне команде и послата је да рашчишћава рушевине по граду и у околини. Потом су били одређени да ограде (одвоје) будући логорски комплекс на Црвеном Крсту од суседне коњичке касарне, где су се у то време налазили ратни заробљеници, чекајући транспорт у Немачку. Радили су на подизању стубова и постављању бодљикаве жице.
За време Другог светског рата Немци су синагогу користили као магацински простор, а Јевреје изложили до тада невиђеној тортури. Однос окупационих снага према нишким Јеврејима током 1941. одиграо се у три фазе:

### Прва фаза (април – август 1941)
Карактеристична је по евидентирању, обележавању и ограничавању слободе кретања, пљачки јеврејске имовине, увођењу принудног рада итд.
У овој фази окупационе снаге у Нишу су:
За Јевреје од 14 до 60 година и Јеврејке од 14 до 40 година завеле принудни рад. Јевреји су радили у магацинима, стовариштима, на утовару и истовару на железничкој станици, на градњи пута Ниш—Медошевац, Поповац—Ново Село итд.
Одабране групе добиле беле траке са натписима немачке радне команде и послате да рашчишћавају рушевине по граду и у околини. Потом су били одређени да ограде (одвоје) будући логорски комплекс на Црвеном Крсту од суседне коњичке касарне, где су се у то време налазили ратни заробљеници, чекајући транспорт у Немачку. Радили су на подизању стубова и постављању бодљикаве жице.
Ухапсиле службеника Бору Хазана и председника јеврејске цркве не општине и рабина Алберта Данита. * Остале Јевреје, обележиле су Јевреје жутом траком са натписом „Јуден“, и ограничили им кретање на јавним местима забранили вожњу трамвајем, посета биоскопу и позоришту, Нишкој Бањи и другим јавним нишким установама у граду.

### Друга фаза (август – децембар 1941)
Ову фазу карактерише пописивање а потом сакупљање Јевреја у логоре до изналажење начина њиховог физичког уништења.
У овој фази окупационе снаге у Нишу су:
Извршили попис Јевреја и њихове имовине, на основу Уредбе од 7. јуна 1941. Банске управе која је проследила наређење Фелд командантуре 809 да се:
| „ | Надлежним крајскомандама достави списак: ложа Слободних Зидара, јеврејских вероисповедних општина и других јеврејских организација; водећих личности међу Јеврејима; свих јеврејских радњи и осталих Јевреја. | ” |

### Трећа фаза (децембар 1941 — мај 1942)
Дана, 22. децембра 1941. године, донета је уредба која се односи на примање Јевреја на конак. Њом је било под смртном казном забрањено да се Јевреји примају на коначиште, да се крију, као и да се скривају јеврејски предмети.
У јануару 1942. године ухапшени су Јевреји који су се у Нишу прикривали под лажним именима. Код осморице Јевреја и једне Јеврејке пронађене су лажне легитимације, добијене од полицијских управа у Београду, Нишу и Лесковцу. Поједини су имали пасоше за пут у иностранство (Италију) које су им издале италијанске конзуларне власти у Београду.
У овој фази Јевреји су прво хапшени а потом довођени у логору Црвени крст, где су смештени у нељудским условима: на тавану без икаквог огрева или начина загревања. а потом постепено стрељани.
Након бекства из концентрационог логора Црвени Крст уследила је одмазда и велико стрељање. Немци су најпре извршили стриктно одвајање јеврејских заточеника. Одвојени су мужеви од жена, синова и ћерки, а синови од мајки и сестара. Покупљена су сва мушка јеврејска деца старија од 15 година са тавана, као и сви одрасли мушки Јевреји и стрељани истог дана. У овој фази само од 17—19. фебруара потпуно је испражњен таван логора на Црвеном крсту у коме су били искључиво Јевреји.
Старосна структура стрељаних Јевреја на Бубњу
| Година старости              | Број стрељаних | Проценат |
| ---------------------------- | -------------- | -------- |
| до 7 год.                    | 23             | 4,29%    |
| 7–14 год.                    | 27             | 5,04     |
| 14–21 год.                   | 46             | 8,59%    |
| 21–35 год.                   | 94             | 17,57%   |
| 35–50 год.                   | 109            | 20,37%   |
| Преко 50 год.                | 81             | 15,14%   |
| Нема податка о години рођења | 135            | 28,97%   |

Према подацима Комисије за утврђивање ратних злочина из 1946. године, уочи рата било је 356 стално настањених Јевреја у Нишу, 51 привремено настањени и 155 емиграната.
Део заточених Јевреја пребачен је из Ниша у логор Сајмиште или друге логоре широм Европе. Наређење о интернирању преосталих Јевреја из Ниша, делимично и Рома, из окупиране Србије у логор на Сајмишту код Земуна донета је почетком децембра 1941. године. Упоредно са интернирањем Јевреја из Београда, у логор на Сајмишту постепено су допремани преостали Јевреји, било да су интернирани или не, из окупираног Ниша, и других крајева Србије.

## Јеврејска заједница у Нишу после Другог светског рата
После Другог светског рата, синагога више није била у функцији за верске обреде, јер се од Јевреја који су живели у Нишу вратило у своје домове само 7 лица.
За време окупације од Јевреја који су остали код својих кућа, преживело је 4 лица. То су биле махом жене које су биле удате за хришћане.
Према извештају Општинског народноослободилачког одбора број 2338 од 17. августа 1945. године, троје су преживели окупацију у Нишкој Бањи. То је била Катан-Меворах Регина са мајком и ћерком Нином. Ову јеврејску породицу скривао је и чувао у својој вили бивши председник владе Драгиша Цветковић.
Године 1946. Комисије за утврђивање ратних злочина у Холокаусту утврдила је:
- Укупан број Јевреја у Нишу износи 4 лица.
- Троје од тих су мушкарци преко 50 година, од којих је један индустријалац, адвокат, бивши трговац. Четврто лице је жена преко 40 година.
- За све остале мушке Јевреје не зна се ништа, нити да су остали у животу нити где се налазе.
- Зна се са великом вероватноћом, скоро са извесношћу, да данас више нису у животу 343 нишких Јевреја.
- Од Јевреја који су за време окупације одведени у заробљеничке логоре или избегли хапшење, у граду се вратило 7.[32]
- Једну групу Јевреја спасио је Радош Ђелошевић, заменик шефа железничке станице Ниш.
- Материјално стање Јевреја, који су се вратили у Ниш веома је тешко. Велика је оскудица, недостатак ствари, итд.[33]}}

Због неупотребе и пропадања зграде, Градске власти Ниша су 1970. у договору са Јеврејском вероисповедном општином у Нишу постигле договор, да зграду синагоге због неупотребе за верске потребе ове заједнице, купи Народни музеј у Нишу, по цени од 100.000 динара, како је то и регулисано у купопродајном уговором бр. 559/1-70-295 од 29. маја 1970. Продајом синагоге она је престала да буде сакрални објекат и постала је само и искључиво галерија — изложбени простор Народног музеја у Нишу.
Због архитектонских и историјских вредности 1986. године, зграда синагоге стављена је под заштиту државе, а о заштити саме зграде, као заштићеног културног наслеђе, поред Народног музеја, бригу води и Секторски завод за заштиту споменика културе у Нишу, као надлежна институција.
Од друге половине 1970. године, након привремене санације, зграду је Народни музеј у Нишу прво користио као изложбени простор, затим као продајни салон намештаја, магацински простор, да би нешто касније престала њене употреба а објекат, без икакве намене, је поново препуштен зубу времена. На ово је умногоме утицала тешка материјална ситуација у задњој деценији 20. века, у култури Србије и култури Града Ниша, изазвана инфлацијом, НАТО агресијом и другим проблемима насталим након распада СФР Југославије.
Тек у јесен 2001. године Народни музеј је започело се са новом санацијом и реновирањем објекта, које је након бројних проблема окончано свечаним отварањем 2009. Синагога је те године преименована у вишенаменски „храм“, културе, на велико задовољство грађана Ниша, али и Јеврејске заједнице у Србији јер је су синагоги враћени стари сјај, и сва обележја из времена њеног оснивања.
Данас се синагога у Нишу, уместо за верске обреде користи као „храм културе“, за одржавање бројних изложби концерата, књижевних вечери итд. У њој уместо проповеди Рабина и гласова личних молитви Јевреја, одзвања музика и песма са многобројних концерата, глас песника са књижевних дешавања, или „глас“ тишине са бројних изложби и музејских поставки.